# Roca de l'Àliga (Mas de Barberans)
La Roca de l'Àliga és una muntanya de 613 metres que es troba al municipi del Mas de Barberans, a la comarca del Montsià.